# Мальта на Європейських іграх 2015
Мальта на перших Європейських іграх у Баку була представлена 58 атлетами.